# Monumento naturale Le Colonne
Il monumento naturale Le Colonne è un'area naturale protetta della regione Sardegna istituita nel 1993, è situata sull'isola di San Pietro.
Occupa una superficie di 10,40 ha nella provincia del Sud Sardegna. Il 18 novembre 2013 una di queste colonne è crollata a causa della burrasca del mare.